# Lộc Bổn
Lộc Bổn là một xã thuộc huyện Phú Lộc, thành phố Huế, Việt Nam.

## Địa lý
Xã Lộc Bổn nằm ở phía bắc huyện Phú Lộc, có vị trí địa lý:
- Phía đông giáp thị trấn Lộc Sơn
- Phía tây giáp thị xã Hương Thủy
- Phía nam giáp xã Xuân Lộc và thị xã Hương Thủy
- Phía bắc giáp xã Lộc An và thị xã Hương Thủy.

Xã Lộc Bổn có diện tích 32,76 km², dân số năm 2019 là 14.262 người, mật độ dân số đạt 375 người/km².
Các địa danh ở Lộc Bổn có: Chợ Nông, Cầu Nông, Ga Nông. Mặc dù vậy, nhưng người dân vẫn thường quen gọi với cái tên Chợ Nong, Cầu Nong, Ga Nong.

## Hành chính
Xã Lộc Bổn được chia thành 9 thôn: Bình An, Dương Lộc, Hòa Lộc, Hòa Mỹ, Hòa Vang 1, Hòa Vang 2, Hòa Vang 3, Hòa Vang 4, Thuận Hóa.

## Lịch sử
Ngày 20 tháng 9 năm 1975, Bộ Chính trị Trung ương Đảng ban hành Nghị quyết số 245/NQ-TW về việc thành lập tỉnh Bình Trị Thiên trên cơ sở ba tỉnh Quảng Bình, Quảng Trị, Thừa Thiên và khu vực Vĩnh Linh. Khi đó, xã Lộc Bổn thuộc huyện Phú Lộc, tỉnh Bình Trị Thiên.
Ngày 30 tháng 6 năm 1989, Quốc hội ban hành Nghị quyết về việc chia tỉnh Bình Trị Thiên thành tỉnh Quảng Bình, tỉnh Quảng Trị và tỉnh Thừa Thiên Huế. Theo đó, xã Lộc Bổn thuộc huyện Phú Lộc, tỉnh Thừa Thiên Huế.
Ngày 11 tháng 12 năm 2015, HĐND tỉnh Thừa Thiên Huế ban hành Nghị quyết số 09/NQ-HĐND về việc:
- Thành lập thôn Dương Lộc trên cơ sở thôn Bến Ván 1 và thôn Bến Ván 3.
- Thành lập thôn Hòa Lộc trên cơ sở thôn Bến Ván 2 và thôn Bến Ván 4.
- Thành lập 4 thôn: Hòa Vang 1, Hòa Vang 2, Hòa Vang 3, Hòa Vang 4 trên cơ sở toàn bộ thôn Hòa Vang.

Ngày 30 tháng 11 năm 2024:
- Quốc hội ban hành Nghị quyết số 175/2024/QH15[7] về việc thành lập thành phố Huế trực thuộc trung ương trên cơ sở toàn bộ diện tích và dân số tỉnh Thừa Thiên Huế (nghị quyết có hiệu lực từ ngày 1 tháng 1 năm 2025).
- Ủy ban Thường vụ Quốc hội ban hành Nghị quyết số 1314/NQ-UBTVQH15[8] về việc sắp xếp đơn vị hành chính cấp huyện, cấp xã của thành phố Huế giai đoạn 2023 – 2025 (nghị quyết có hiệu lực từ ngày 1 tháng 1 năm 2025). Theo đó, xã Lộc Bổn thuộc huyện Phú Lộc, thành phố Huế.

## Kinh tế - xã hội
Lực lượng lao động ở làng An Nong (Lộc Bổn, Phú Lộc, Thừa Thiên - Huế) hiện giờ đều là người lớn tuổi, phụ nữ và trẻ em.
Trong tổng số trên 12.000 dân của toàn xã, hiện có khoảng 3.000 lao động đi làm ăn xa, trong đó hơn 2/3 sang Lào.

## Giao thông
Có đường Quốc lộ 1 và đường sắt Bắc - Nam chạy qua.
Có con sông Nong chảy qua, hằng năm cứ mỗi độ xuân về nhân dân xã Lộc Bổn tổ chức hội đua ghe truyền thống.